# Хърватиничи
Хърватиничи (на хърватски: Hrvatinići) са фамилия владетели на областта Долни край през XIII-XV век.
Неин основоположник е Хърватин, кнез на Долни край през 1299 – 1304 година. Първоначално Хърватиничите са васали на Хърватското кралство, а след 1322 година – на Босненското кралство. Най-голямо могъщество достигат при Хървое Вукчич Хърватинич (1350 – 1416), който завладява обширни територии до Далмация и се обявява за велик войвода на Босна и бан на Хърватия. Последните сведения за тях са от 1476 година, когато членът на династията Матия Войсалич, поставен от османците за крал на Босна, е отстранен от трона.